# کی۲ (فیلم)
«کی۲» (انگلیسی: K2) فیلمی در ژانر ماجرایی است که در سال ۱۹۹۱ منتشر شد. از بازیگران آن می‌توان به مایکل بین، مت کریون، و ریموند جی. بری اشاره کرد.